# Kemerovo
Kemerovo (in russo Ке́мерово?) è una città della Russia, nella Siberia sud-occidentale, situata alla confluenza dei fiumi Tom' e Iskitim a circa 3000 km di distanza da Mosca; è il capoluogo amministrativo dell'oblast' omonima. La città è al centro di un importantissimo bacino carbonifero, il Kuzbass.

## Storia
Sul sito dell'odierna Kemerovo furono fondati, a partire dalla metà del XVII secolo, alcuni villaggi che rimasero tali per parecchi anni, almeno fino alla fine del XIX secolo. Successivamente, un intenso sviluppo industriale, soprattutto dall'avvento al potere dei bolscevichi, portò questi distinti villaggi (sette in tutto) a crescere fino a fondersi in un'unica entità urbana. Il maggiore di questi, Ščeglovo (in russo Щеглово?), diede il nome alla nuova municipalità che si venne a creare (Ščeglovsk) che, nel 1932, venne ribattezzata Kemerovo.
A Kemerovo venne costruito, nell'immediato dopoguerra, il Gulag Kemerovožilstroj ITL (russo Кемеровожилстрой ИТЛ), attivo dal 1946 al 1948, che contava nel 1947 circa 5 300 detenuti (di loro circa 400 donne). Il 25 marzo 2018 l'incendio del centro commerciale Zimnjaja Višnja ha provocato 64 vittime, fra cui decine di bambini.

## Geografia fisica

### Territorio
Kemerovo si trova a 2990 km ad est di Mosca, nella Siberia sud-occidentale, nella cosiddetta Russia asiatica.

### Clima
- Temperatura media annua: 1,3 °C
- Temperatura media del mese più freddo (gennaio): −15,4 °C
- Temperatura media del mese più caldo (luglio): 18,1 °C[5]
- Precipitazioni medie annue: 280 mm[6]

## Geografia antropica

### Suddivisioni amministrative
La città moderna di Kemerovo è formata da 5 distretti municipali:
- Il Distretto Zavodskjj (in cirillico: Заводский район) — nella parte sud-occidentale della città.
- Il Distretto Kirovskij (in cirillico: Кировский район) — nella parte nord-occidentale della città.
- Il Distretto Leninskij (in cirillico: Ленинский район) — nella parte sud-orientale della città.
- Il Distretto Rudničnyj (in cirillico: Рудничный район) — nella parte nord-orientale della città.
- Il Distretto Centrale (in cirillico: Центральный район) — nella parte centrale della città.

## Economia
La città è sempre stata un centro industriale, favorito dalla facilità di reperire fonti energetiche a basso costo (il carbone del Kuzbass): siderurgia, chimica, industria manifatturiera si sono sviluppate in maniera particolarmente intensa. La produzione metalmeccanica della Kemerovo è nota per l'attrezzature per le miniere e per le macchine elettriche.
La città ha iniziato tuttavia un periodo di involuzione a partire dal crollo dell'Unione Sovietica.

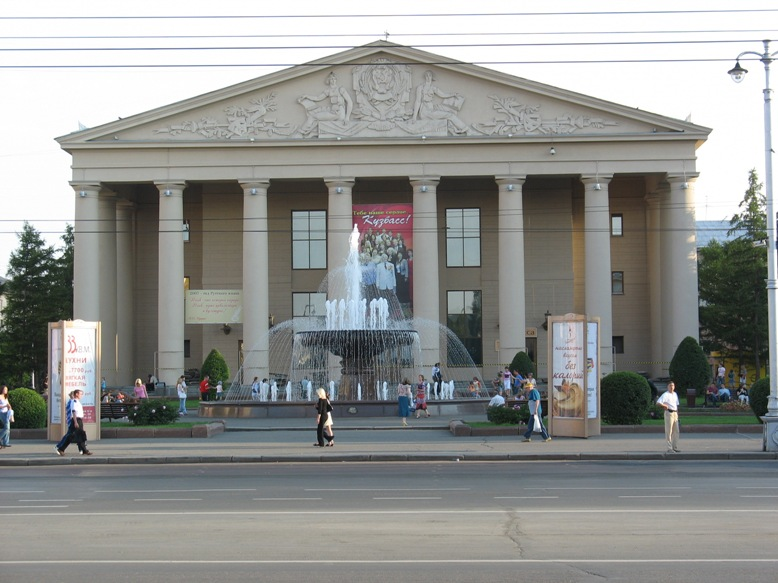
Il teatro cittadino

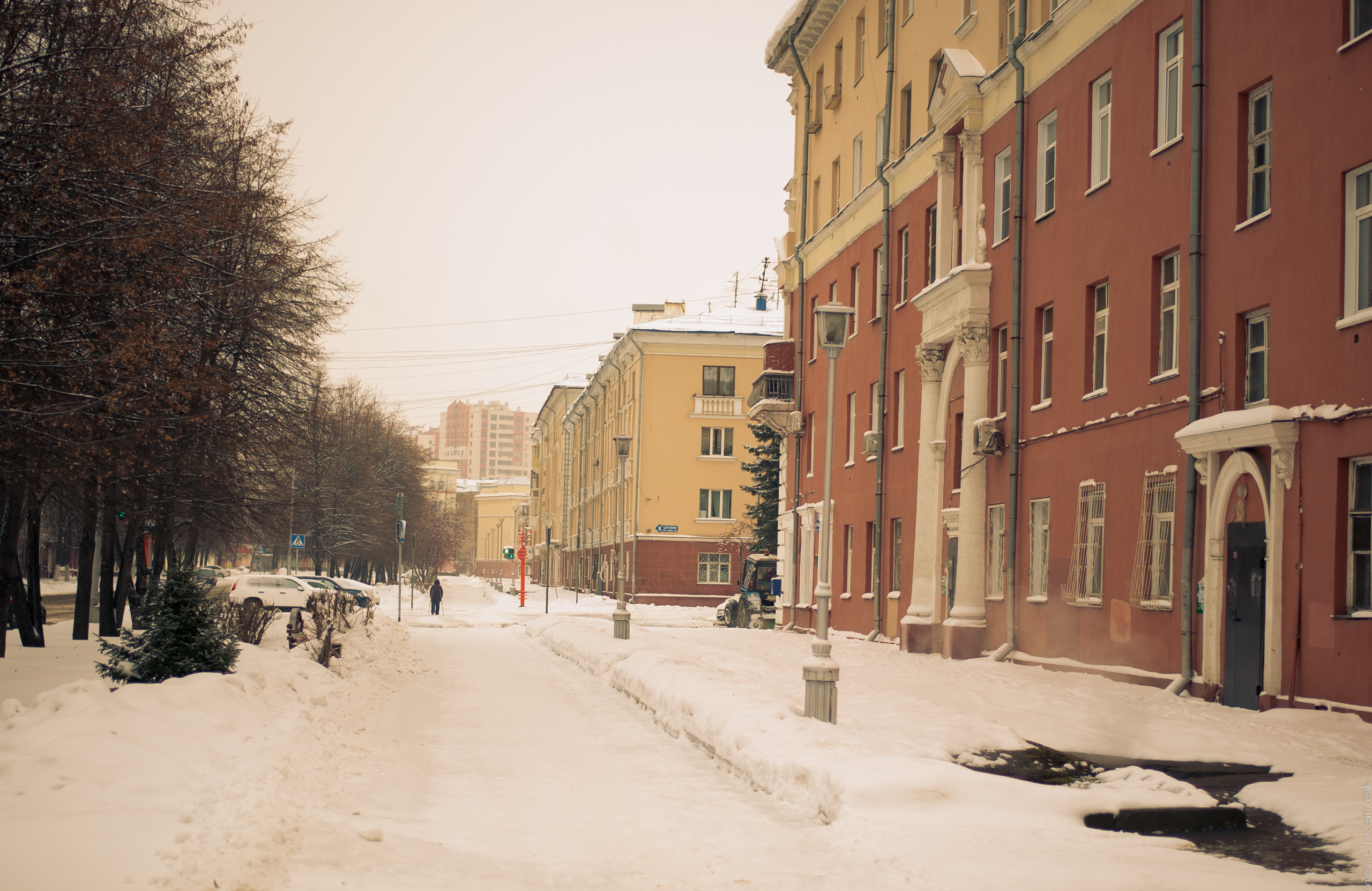
Veduta invernale di un viale cittadino

L'Azot S.p.a. fondata nel 1956 a Kemerovo che attualmente fa parte del SIBUR Holding S.p.a. è il maggiore produttore di concimi chimici della Russia. Tra i prodotti dell'Azot ci sono: caprolattame, ammonio carbonato, diaphene FP, la resina di scambio ionico, sulphenamide C, ammonio nitrato, carbammide.
La Kuzbassrazrezugol' (in cirillico: Кузбассразрезуголь) è il secondo produttore russo di carbone ha il quartier generale a Kemerovo.
La Sibirskij Cement (in cirillico: Сибирский цемент) è un Holding russo per la produzione del cemento con sede a Kemerovo.
La Kuzbassenergo (in cirillico: Кузбассэнерго) è una società elettroenergetica regionale con la sede a Kemerovo che consiste di 10 centrali elettriche alimentati dall'acqua e dal carbone che erogano una potenza complessiva di 28 miliardi di kilowatt/ora l'anno.

## Infrastrutture e trasporti
- Aeroporto di Kemerovo

## Cultura

### Istruzione

#### Università
- Università statale di Kemerovo (in cirillico: Кемеровский государственный университет)[7].
- Università statale politecnica di Kuzbass (in cirillico: Кузбасский государственный технический университет)[8].
- Università di economia e di giurisprudenza di Kuzbass (in cirillico: Кузбасский институт экономики и права)[9].
- Accademia statale di medicina di Kemerovo (in cirillico: Кемеровская государственная медицинская академия)[10].
- Istituto universitario delle tecnologie alimentari di Kemerovo (in cirillico: Кемеровский технологический институт пищевой промышленности)
- Istituto universitario statale agroindustriale (in cirillico: Кемеровский государственный сельскохозяйственный институт)
- Università statale di arti e cultura di Kemerovo (in cirillico: Кемеровский государственный университет культуры и искусств)[11].
- Università statale militare di comunicazioni di San Pietroburgo, filiale di Kemerovo (in cirillico: Кемеровский филиал Санкт-Петерургского военного университета связи)
- Università statale di Tomsk, filiale di Kemerovo (in cirillico: Кемеровский филиал Томского государственного университета)
- Collegio di statistica, economia e tecnologie informatiche di Kemerovo (in cirillico: Кемеровский колледж статистики, экономики и информационных технологий)
- Istituto universitario dell'Università statale russa di economia e commercio (in cirillico: Кемеровский институт Российского государственного торгово-экономического университета)

## Amministrazione

### Gemellaggi
- Salgótarján